# Melloleitaoina
Melloleitaoina là một chi nhện trong họ Theraphosidae.

## Các loài
Chi này gồm các loài:
- Melloleitaoina crassifemur Gerschman & Schiapelli, 1960